# Ablabesmyia alaskensis
Ablabesmyia alaskensis är en tvåvingeart som beskrevs av Roback 1971. Ablabesmyia alaskensis ingår i släktet Ablabesmyia och familjen fjädermyggor.
Artens utbredningsområde är Alaska. Inga underarter finns listade i Catalogue of Life.